# Dicksonia herbertii
Dicksonia herbertii är en ormbunkeart som beskrevs av Walter Hill. Dicksonia herbertii ingår i släktet Dicksonia och familjen Dicksoniaceae. Inga underarter finns listade.